# Гамма-оксид молибдена
Гамма-оксид молибдена (γ-оксид молибдена) — неорганическое соединение, окисел молибдена с формулой Mo₄O₁₁, фиолетовые кристаллы.
Получают длительным нагреванием молибдена и оксида молибдена(VI) в атмосфере аргона:
{\displaystyle {\ce {11MoO_{3}{+}Mo\ {\xrightarrow {580^{o}C}}\ 3Mo_{4}O_{11}}}}
Образует фиолетовые кристаллы ромбической сингонии, пространственная группа P nma, параметры ячейки a = 2,44 нм, b = 0,545 нм, c = 0,672 нм, Z = 4.
При температуре выше 615°С переходит в моноклинную фазу η-Mo4O11.
Является полупроводником.